# Munkácsy-céh

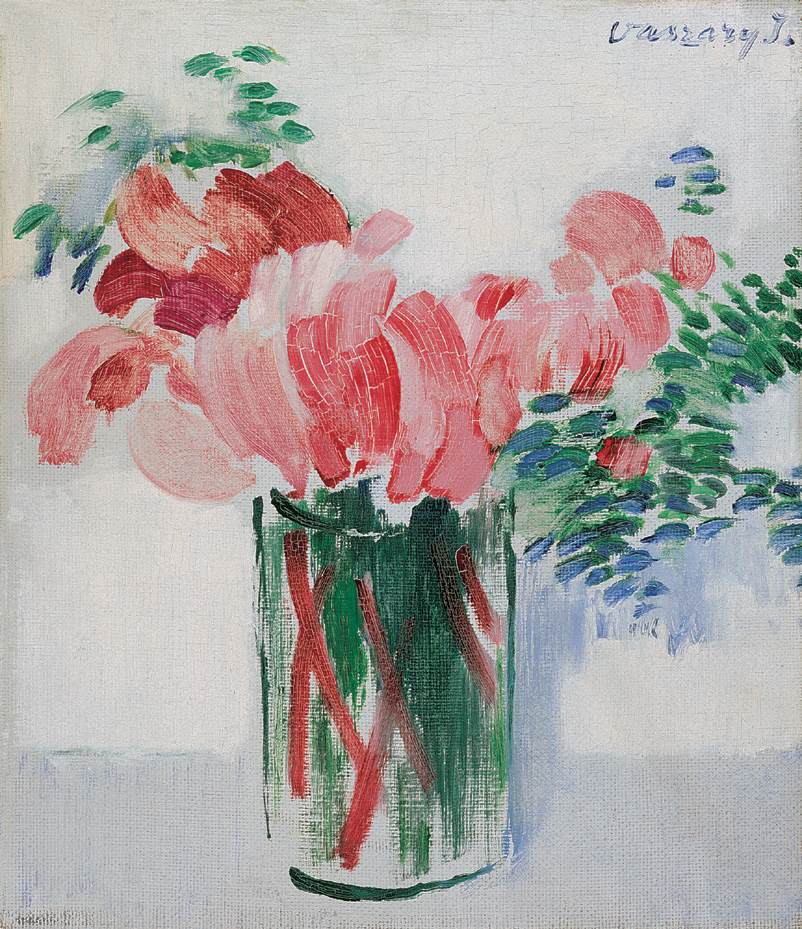
Vaszary János: Ciklámenek pohárban (1930-as évek)

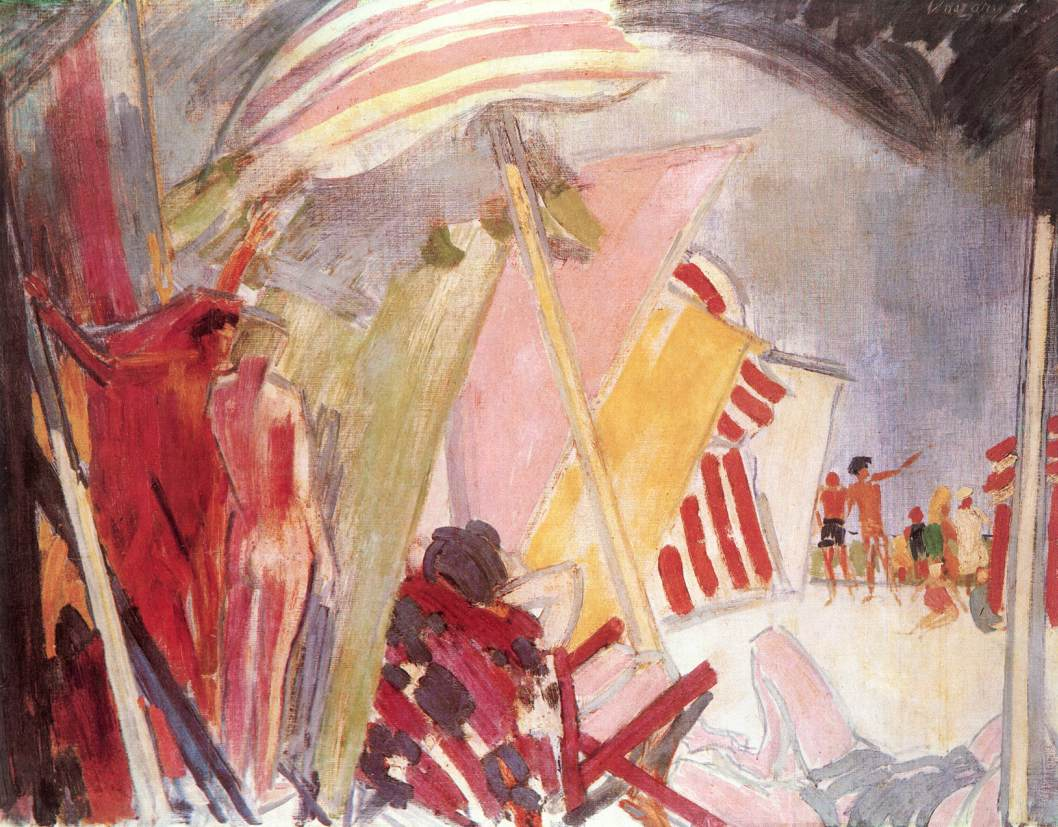
Vaszary János: Tengerpart strandesernyőkkel (c. 1938)

A Munkácsy-céhet 1928-ban alapította Márk Lajos és dr. Lázár Béla Budapesten. Képzőművészeti és műgyűjtő társulatként működött. Nevét Munkácsy Mihályról kapta.
A Céh kiállításait a Nemzeti Szalonban és az Ernst Múzeumban rendezték. 1929-ben, a II. kiállításon 300 képet és szobrot mutattak be, ami tekintélyes mennyiségnek számított az adott korban. A képeket szigorúan zsűrizték abból a célból, hogy biztosítsák: aki itt műtárgyat vásárol, nemcsak tetszetős alkotást vesz, hanem egyben jó befektetést is csinál.
A Munkácsy-céh műgyűjtői kötelezték magukat, hogy három éven át az aláírt összeg erejéig, vagy azon felül a Céh kiállításain vásárolnak műtárgyakat, s azokat műgyűjtő tagjaik közt kisorsolják. Valójában ez a kötelezvény a kortárs magyar művészet támogatását jelentette.
A Céh tagjainak törzshelye az Abbázia kávéház, majd a Japán kávéház volt.

## A céh kiállításaiból
- 1928 Munkácsy-céh I. kiállítása, Nemzeti Szalon, Budapest
- 1929 Munkácsy-céh II. kiállítása, Ernst Múzeum, Budapest
- 1932  Munkácsy-céh III. kiállítása, Ernst Múzeum, Budapest
- 1934 Munkácsy-céh VI. kiállítása, Ernst Múzeum, Budapest

## Ismertebb tagjai
- Aba-Novák Vilmos
- Ámos Imre
- Dabis Rózsi
- Jeges Ernő
- Lázár Béla alapító tag, igazgató
- Gábor Móric
- Kotász Károly
- Márk Lajos alapító tag, elnök
- Paizs Goebel Jenő
- Tornyai János
- Vaszary János